# Christophe Vetter
Christophe Vetter (* 1990 in München) ist ein deutsch-französischer Schauspieler.

## Leben
Christophe Vetter wuchs zweisprachig mit Deutsch und Französisch als Muttersprache auf. Seit seinem vierten Lebensjahr sang er im Chor und tanzte, seit seinem achten Lebensjahr spielte er Theater. Er erhielt mehrere Jahre Gesangsunterricht bei der bulgarischen, als Opern- und Konzertsängerin tätigen Mezzosopranistin Veneta Radoeva. Als Jugendlicher stand er in Theaterproduktionen des Freien Landestheaters Bayern auf der Bühne. 2008 trat er in der Münchner Schauburg in der musikalischen Revue Heut' Nacht auf.
Sein Schauspielstudium absolvierte er von 2010 bis 2014 an der Hochschule für Schauspielkunst „Ernst Busch“ in Berlin. 2013 gewann er den 1. Preis im Fach „Chanson“ beim Bundeswettbewerb Gesang.
Während seines Studiums spielte er am Maxim-Gorki-Theater (2011), an der Schaubühne Berlin (2012, als Jaques Roux in Marat/Sade, Regie: Peter Kleinert) und am BAT-Studiotheater (2012/13). Im Februar 2014 trat er als Chansonnier in der Bar jeder Vernunft auf. Im Juni 2014 spielte er im Ballhaus Ost u. a. gemeinsam mit Anton von Lucke, Vincent Redetzki und Anton Weil in der Theaterproduktion Titus nach Motiven von Shakespeare.
Von 2014 bis 2016 war Vetter festes Ensemblemitglied am Staatstheater Braunschweig. Er spielte dort unter anderem Laertes in Hamlet (Regie: Stephan Rottkamp), La Hire in Die Jungfrau von Orleans (Regie: Stephan Rottkamp), den Räuber Barbavano und Baron von Campotasso in der Offenbach-Operette Die Banditen (Regie: Michael Talke) und die Rollen Müller/Leer in einer Bühnenfassung des Remarque-Romans Im Westen nichts Neues. In der Spielzeit 2017/18 gastierte er an den Münchner Kammerspielen in Marta Górnickas Chorstück Jedem das Seine. In der Reihe „X Shared Spaces“ spielte er 2018 eine Hauptrolle in der Inszenierung Die Befragung von Franz Wanner. Seit der Spielzeit 2018/19 war er beim Freien Landestheater Bayern in verschiedenen Musiktheaterproduktionen zu sehen, vor allem in Schauspielrollen wie dem französischen Piccolo in der Operette Im weißen Rößl und dem Ober-Eunuchen in Land des Lächelns. In der Spielzeit 2023/24 tritt er als Goldschmied Felix in dem Musical Das Wirtshaus im Spessart mit Melodien von Franz Grothe zum ersten Mal auch gesangssolistisch auf.
Vetter stand auch in einigen Filmrollen vor der Kamera. Für das Doku-Drama Die Unsichtbaren – Wir wollen leben (2017) war er für die Nebenrolle des Manfred vorgesehen, die dann in der endgültigen Fassung jedoch von Bálint Tóth gespielt wurde.
Vetter lebt in Berlin.

## Filmografie (Auswahl)
- 2001: Ein Vater zu Weihnachten (Fernsehfilm)
- 2013: Eden (Webserie)
- 2015: Steffi/Kaspar/Lena (Kurzfilm)
- 2019: Happy Hour (Kurzfilm)
- 2019: Die Befragung (Kurzfilm, Adaption der gleichnamigen Theaterperformance)